# La Grande Chapelle
La Grande Chapelle es una agrupación española, de vocación europea, que interpretan música vocal e instrumental de música sacra antigua. Su nombre fue tomado de la capilla musical de la Casa de Borgoña, en la que participaron músicos como Nicolas Gombert, Philippe Rogier y Mateo Romero. Los componentes de La Grande Chapelle proceden de distintos países europeos.

## Historia
Este ensamble musical se enfoca en la música sacra, este género ha disminuido su uso dada la sustitución de este por música popular en las iglesias. Además, aún hay obras que no han sido descubiertas, las cuales se encuentran en las iglesias. Varios grupos se encargan de la búsqueda y la divulgación de estas obras, La grande Chapelle es uno de ellos.
Algunos compositores de diversos países europeos, y el fundador Ángel Recasens fundaron esta asociación musical en 2005. Esta diversidad de músicos permitió la unión de diferentes escuelas y técnicas musicales.
El objetivo principal de La Grande Chapelle es recuperar el patrimonio musical perdido a través del tiempo. Este legado abarca desde el Siglo XVI hasta los inicios del Siglo XIX. Otro objetivo de la asociación es la interpretación de repertorios antiguos, de tal manera que puedan ser transmitidos al público a través de festivales musicales, tales como el Festival Internacional Cervantino. En este interpretaron un repertorio dedicado al cuarto centenario de la muerte del compositor Tomás Luis de Victoria (1548-1611), en el cual incluyeron la misa Salve Regina (1592), así como piezas dedicadas a la Virgen María.

## Actuaciones y repertorio
La Grande Chapelle ha participado en los festivales principales de España y fuera de ella, tales como los de Picardie, Haut-Jura, Música Sacra Maastricht, OsterKlang-Festival y la temporada de La Cité de la musique en París. El grupo musical ha tocado en Bélgica, Francia, Hungría, México, Canadá, Japón y China.
Su repertorio contiene antífonas y motetes, además del salmo Nisi dominus, el Magnificat primi toni, la Missa pro Defunctis de Mateo Romero, Música para el Corpus de Joan Pau Pujol y la misa O Gloriosa Virginum de Antonio Rodríguez de Hita.

## Discografía
El director Albert Recasens promovió la creación del propio sello discográfico de La Grande Chapelle, Lauda, en 2005 junto con su padre. 
Esta compañía musical ha realizado grabaciones enfocadas a la exploración de la relación existente entre la música y la literatura del Siglo de Oro. Estas grabaciones han sido reconocidas con premios musicales como el Orphée d'Or. Por otra parte, fue nombrada el sello del año durante los Prelude Classical Music Awards de 2007 en Holanda.